# الأوهام (فلم)
الأوهام هو فيلم دراما مصري من إخراج أحمد النحاس وبطولة حاتم ذو الفقار، إلهام شاهين، مصطفى فهمي، رجاء يوسف، محسن سرحان وصلاح نظمي.

## نبذة
تعيش الثرية بسمة مع زوجها خليل في مشاكل متكررة ويطمع في ممتلكاتها. تتعاطف معها عواطف الموظفة في مصنعها وتقنعها بقتل زوجها وترسم لها الخطة، وتعيش في أزمة نفسية ويعالجها الدكتور عصام، تفاجأ بسمة أن زوجها على قيد الحياة وأنه وعواطف يتآمران عليها.

## طاقم العمل
- حاتم ذو الفقار بدور لدكتور عصام محمود
- إلهام شاهين بدور بسمة محمود عبد الله
- مصطفى فهمي بدور خليل
- رجاء يوسف بدور عواطف
- محسن سرحان بدور الطبيب النفسي الدكتور محمد
- صلاح نظمي بدور والد بسمه محمود عبد الله

## وصلات خارجية
- مقالات تستعمل روابط فنية بلا صلة مع ويكي بيانات